# Filips I van Croÿ (graaf van Chimay)
Filips van Croÿ (november 1436 - Brugge, 14 september 1482), graaf van Chimay, heer van Quiévrain, was een staatsman uit het huis Croÿ in dienst van de Bourgondische hertogen.

## Biografie
Filips was de oudste zoon van Jan II van Croÿ, aanvankelijk bekend als de heer van Quiévrain.
Op het slagveld van Gavere werd Filips tot ridder geslagen.
Op jonge leeftijd al werd hij benoemd tot grootbaljuw van Henegouwen.
Op achtentwintigjarige leeftijd werd hij aangeduid als eerste kamerheer van de graaf van Charolais, de toekomstige Karel de Stoute. Deze was daarover niet geraadpleegd en dit feit vergrootte de wrok van de toekomstige hertog tegenover de familie Croÿ.
Zodra Karel tijdens de laatste levensjaren van Filips de Goede aan de macht kwam, werden Filips, zijn vader Jan II en zijn oom Anton van Croÿ verbannen (1465). Filips verzoende zich echter al snel met Karel (1468).
Bij de dood van zijn vader in 1473 werd Filips de tweede graaf van Chimay en werd hij opgenomen in de Orde van het Gulden Vlies. Bovendien kreeg hij de verbeurd verklaarde goederen van Philippe de Commynes na diens verraad. Van 1474 tot 1477 was Filips stadhouder van Gelre.
In 1477 werd Filips gevangengenomen in de Slag bij Nancy. Na zijn vrijlating stelde hij zich ten dienste van Maximiliaan van Oostenrijk.

## Portret
Het Museum voor Schone Kunsten Antwerpen bezit een portret van Philippe de Croÿ door Rogier van der Weyden van omstreeks 1460. Dit is het rechterluik van een diptiek.
Twee fragmentarische opschriften naast de afbeelding van het wapenschild op de achterzijde van het werk identificeren de figuur als "Philippe de Croÿ, seigneur de Sempy". Kenschetsend zijn voor veld 1 en 3: in zilver drie dwarsbalken van keel; in veld 2 en 4: drie disselbijlen van keel, de twee bovenste rug aan rug.

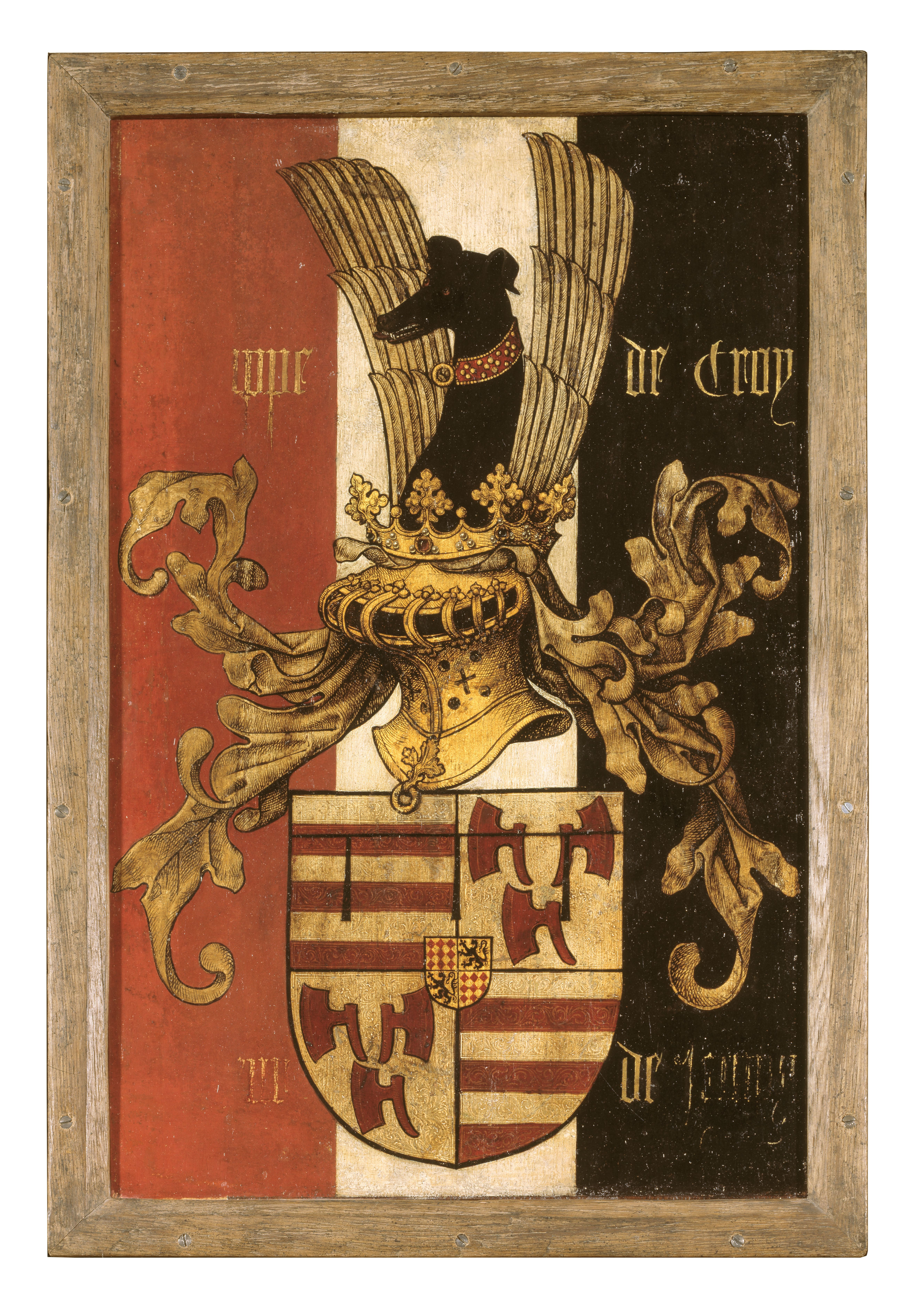
Keerzijde van het portret met het wapen en resten van een opschrift
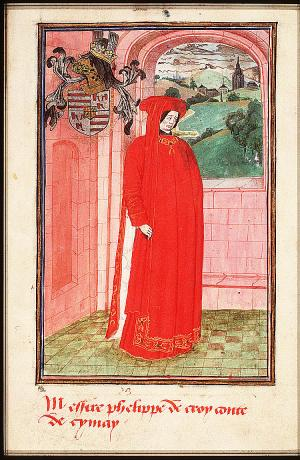

## Huwelijk en kinderen
Filips trouwde in 1453 met Walburga van Moers-Saarwerden. Zij hadden vijf kinderen:
- Karel I van Croÿ (1455-1527), graaf en vervolgens prins van Chimay
- Anton van Croÿ-Chimay (†1546), heer van Sempy
- Francisca, gehuwd met Anton van Luxemburg, graaf van Charny
- Catharina, gehuwd in 1491 met Robert II van der Marck, heer van Sedan, gouverneur van Bouillon
- Margareta (†1514), gehuwd in 1501 met graaf Jacob III van Horne

- Biografisch Portaal: 08461527
- Gemeinsame Normdatei: 13226742X
- Virtual International Authority File: 20840253